# Conognatha excellens
Conognatha excellens es una especie de escarabajo del género Conognatha, familia Buprestidae. Fue descrita científicamente por Klug en 1825.